# European Regions Airline Association
A European Regions Airline Association (ERA) é uma associação de companhias aéreas europeias, fundada em 1980. É a principal entidade da Europa a representar as companhias aéreas regionais que, em 2008, ascendiam a 230. A ERA é constituída por 67 linhas aéreas, 40 aeroportos e 115 outras entidades de diversas aéreas ligadas à aviação (manutenção, acessórios, motores).
A sede fica situada no aeroporto de Fairoaks, perto de Chobham, Surrey, em Inglaterra. A ERA é gerida por uma administração eleita pelos seus membros anualmente, em Assembleia Geral. A administração é constituída por onze presidentes das linha aéreas, e sete representantes das maiores empresas associadas, incluindo dois aeroportos. Os membros da ERA efectuam, em média, 531km por voo, o equivalente a voar entre Amesterdão e Berlim, ou Paris e Bordéus, utilizando aeronaves com uma capacidade média de 68 lugares. 50% dos passageiros voam em negócios, e 16% para ligação a voos internacionais.